# Remilly-les-Pothées
 Remilly-les-Pothées  es una población y comuna francesa, en la región de Champaña-Ardenas, departamento de Ardenas, en el distrito de Charleville-Mézières y cantón de Renwez.

## Demografía
| 206 | 199 | 175 | 193 | 211 | 216 |
| Para los censos de 1962 a 1999 la población legal corresponde a la población sin duplicidades (Fuente: INSEE [Consultar]) |     |     |     |     |     |